# Megan Jendrick
Megan Jendrick (n. 15 ianuarie 1984, Tacoma, Washington, SUA) este o înotătoare americană, medaliată olimpică. A participat la 2 ediții ale Jocurilor Olimpice (2000, 2008) în care a câștigat două medalii de aur și o medalie de argint.